# タイワンヒノキ
タイワンヒノキ（台湾檜）は台湾の山地に分布するヒノキ科ヒノキ属の1分類群であり、独立種（Chamaecyparis taiwanensis）とされることもあるが、ヒノキの1変種（Chamaecyparis obtusa var. formosana）とされることが多い。タイヒ（台檜）ともよばれる。常緑高木になる針葉樹であり、基準変種である日本産のヒノキに比べて葉はやや小さく、葉先がやや尖る。球果は球形、種子は基準変種よりやや大きい。材は優良であり、大きな材が利用可能であったため、明治神宮の大鳥居など日本の寺社などの建築に多く使われたが、1990年以降、基本的に伐採禁止とされている。

## 特徴
常緑高木になる針葉樹（図1, 2）。樹皮は赤褐色で縦に細長く剥がれる（下図2）。樹冠は基本的に円錐形。小枝は平面状に分枝し、十字対生した鱗片状の葉によって扁平に覆われている。葉は基準変種に比べて薄く、先端は亜鋭頭。背腹の葉はひし形、長さ1–1.2ミリメートル (mm)、腺点を欠く。側葉は長さ 1–2 mm で先端は内側へ湾曲する。裏面の気孔帯はY字形。
"花期"は春。雄球花は楕円形、長さ約 3 mm、およそ6対の小胞子葉からなり、花粉嚢は黄色。球果はその年の秋に成熟し、赤褐色、球形、直径　10–11 mm、4–5対の果鱗からなり、各果鱗には2–5個の種子が付随する。種子は赤褐色、倒卵形、扁平、直径 3–3.5 mm、翼をもつ。
材の精油成分としては、α-テルピネオール（下図3a）、T-ムウロロール、ボルネオール、α-カジノールを多く含む。また、抗菌作用などが知られる β-ツヤプリシン（ヒノキチオール; 下図3b）は、最初にタイワンヒノキから発見された（日本産のヒノキにはごく微量しか含まれない）。葉の精油成分としてはα-ピネン（下図3c）を多く含み、そのほかにβ-ミルセン、β-ピネン、γ-ムウロレン、δ-2-カレン、β-フェランドレンが存在する。

## 分布・生態
台湾北中部の標高 1,800–3,000 m の山地帯（冷温帯）に分布しており、ベニヒ、ショウナンボク、ランダイスギ、タイワンスギ（ヒノキ科）、マテバシイ属（ブナ科）、Alnus henryi（カバノキ科）、Photinia davidiana（バラ科）、イジュ（ツバキ科）、Rhododendron formosanum（ツツジ科）などと混生する。比較的深く水はけの良い土壌に生育し、冷涼で雨や霧が多く極めて湿潤な環境に見られる。ベニヒに比べて耐陰性が低いため、ベニヒが少ない高地でよく見られる。成長は遅い。特に、阿里山の山岳鉄道脇の大樹は有名である。

## 人間との関わり
材は建築用に広く利用され、また家具や浴槽、まな板、船、棺などにも使われた。辺材と心材の区分はやや不明瞭であり、辺材は淡黄白色、心材はやや赤味を帯びた淡黄褐色。木理は通直、肌目は精で光沢があり、精油が多く、特有の強い芳香をもつ（日本産のヒノキとはやや異なる）。基準変種のヒノキよりやや重硬で気乾比重は0.48、加工は容易。耐久性に優れ、台湾産の材の中では最も優良とされるが、下記のように大木を中心に大量に伐採されたため、1990年に台湾では国有天然林の伐採が禁止され、2023年現在ではタイワンヒノキの新材を入手することは極めて困難である。
日本統治時代以降、日本でもタイワンヒノキはヒノキの代用品とされ、特に日本本土では得にくくなっていた大径長尺材が利用可能であったため、1912年に植民地政府が正式に伐採を開始し、大量に日本へ運ばれ大建築などに用いられていた。嘉義県阿里山にはタイワンヒノキやベニヒの巨木が多く存在していたため、これを運搬するために1924年に阿里山森林鉄路が敷設された。第二次世界大戦後も日本の寺社などに多く使われ、薬師寺金堂・西塔（上図4a）、明治神宮大鳥居（上図4b）、靖国神社神門の再建などに用いられた。1976年から1996年の間に、206立方メートル (m3) のタイワンヒノキ材が、日本の国宝、重要文化財の補修材として使用された。また1992年に再建された首里城にもタイワンヒノキなどが使用されていた（上図4c）。首里城は2019年に火災による被害を受け、ふたたび再建が計画されたが、上記のようにタイワンヒノキは伐採禁止になっており、日本産ヒノキアスナロやスギ、ヒノキなどの利用が検討されている。
台湾では台北の故宮博物院の床板にもタイワンヒノキ材が使われている。
上記のようにタイワンヒノキは基本的に伐採禁止であるが、流木や風倒木などを原料としてヒノキチオールを含む精油採取が行なわれており、産業的に利用されている